# Montserrat Figueras
Montserrat Figueras i Garcia (Barcelona, 15 de março de 1942 — Bellaterra, 23 de novembro de 2011) foi uma soprano catalã, especializada em música antiga, e referência na interpretação de um amplo repertório vocal das épocas medieval, renascentista e barroca.
Sua trajetória é estreitamente vinculada à de seu marido, o músico Jordi Savall i Bernadet, com quem fundou os grupos Hespèrion XX, Capella Reial de Catalunya e Le Concert des Nations, e com quem realizou numerosas gravações e concertos.

## Biografia
Montserrat pertencia a uma família de melômanos, e seu pai era violoncelista. Ainda muito jovem, começou a estudar canto e teatro, sendo aluna de Jordi Albareda, e colaborou com  Enric Gisperte. Posteriormente uniu-se ao grupo de música antiga Ars Musicae de Barcelona, onde cantaria obras dos grandes polifonistas espanhóis do século XVI. No mesmo grupo, conheceria Jordi Savall, com quem se casaria em 1968. O casal teve dois filhos: Arianna e Ferran Savall, que são também músicos cantores e instrumentistas. Arianna Savall é principalmente harpista.
Montserrat começou a estudar técnicas vocais de canto antigas em 1966, incluindo desde os trovadores até à música barroca, desenvolvendo um estilo de interpretação que alia vitalidade à fidelidade histórica.
Em 1968, Montserrat Figueras e Jordi Savall instalaram-se em Basileia (Suíça) para estudar na Schola Cantorum Basiliensis e na Musikakademie Basel, com Kurt Widmer, Andrea von Rahm e Thomas Binkeley; permaneceram na Suíça até 1986. Mais tarde continuaram seus estudos com Eva Krasznai. Nesse período, Montserrat desenvolveu um gosto especial pela música antiga, destacando-se como um dos exponentes de uma geração de músicos para os quais era evidente que a música anterior a 1800 necessitava um novo enfoque técnico e estilístico.
Em 1974, o casal constitui, juntamente com Lorenzo Alpert (instrumentos de sopro e percussão) e Hopkinson Smith (instrumentos de corda pulsada), o grupo Hespérion XX, dedicado à interpretação e à revalorização do repertório musical hispânico e europeu anterior a 1800.
Em 1987, Figueras e Jordi Savall contribuíram para a fundação do coro La Capella Reial de Catalunya. O casal também fundou a orquestra Le Concert des Nations e a gravadora Alia Vox. No início deste século, o  Hespèrion XX passa a chamar-se Hespèrion XXI.
Montserrat também colaborou com seu marido  na trilha sonora do filme Todas as manhãs do mundo (em francês, Tous les matins du monde) de Alain Corneau (1991), sobre a relação entre o Sr de Sainte-Colombe e Marin Marais.
Durante sua carreira artística gravou mais de 60 CDs e recebeu vários prêmios como o Grand Prix de la Nouvelle Académie du Disque, o Edison Klassiek, Grand Prix da Académie Charles-Crose um Grammy pelo livro-CD Dinastía Borgia.
Em 2003 o governo francês concedeu-lhe o título de Officier de l'Ordre des Arts et des Lettres. Em 2011, recebeu o Prêmio Creu de Sant Jordi da Generalidade da Catalunha.
Faleceu em 23 de novembro de 2011, devido a um câncer..